# Sävsjö (stad)
Sävsjö is de hoofdstad van de gemeente Sävsjö in het landschap Småland en de provincie Jönköpings län in Zweden. De plaats heeft 5.068 inwoners (2005) en een oppervlakte van 441 hectare.
De afstand tot Malmö is ongeveer 220 kilometer.

## Verkeer en vervoer
Bij de plaats lopen de Länsväg 127 en Länsväg 128.
De plaats ligt aan een spoorlijn tussen Malmö en Stockholm, de spoorlijn Katrineholm - Malmö.